# Sergio Cano Meléndez
Sergio Cano Meléndez (Pénjamo, Guanajuato, 1930 - León, Guanajuato, 2019) fue un abogado y político mexicano. Se desempeñó como presidente municipal de León, Guanajuato, durante 1971. Fue miembro del Partido Revolucionario Institucional.

## Presidencia municipal
Asumió la presidencia municipal el 1 de enero de 1973, y permaneció en el cargo hasta el fin de su periodo constitucional, el 31 de diciembre del mismo año. El periodo de su mandato fue de solo un año, ya que en 1973 la Constitución Política del Estado fue reformada y dio como resultado un ajuste a las fechas de las elecciones a nivel municipal, con el fin de que coincidieran con las elecciones a la gobernatura del estado, afectando la duración del cargo de algunos presidentes municipales.

### Obras
Entre las obras realizadas durante su mandato como presidente municipal, destaca la construcción del monumento dedicado a Miguel Hidalgo y Costilla, padre de la patria, en el Parque Hidalgo, localizado entre las colonias Industrial y Obregón. Esta escultura fue realizada por el maestro Ernesto Tamariz en bronce y permaneció en este sitio desde 1974 hasta 2003, cuando fue retirada con motivo de trabajos de restauración. Actualmente es conservada en el edificio del Archivo Histórico Municipal.
Se concluye la remodelación del Palacio Municipal, la cual había iniciado desde mediados de 1971, y las oficinas del Ayuntamiento vuelven a establecerse en el recinto, ya que se habían trasladado a la Casa de las Monas. En los muros del reconstruido edificio el artista leonés Jesús Gallardo pinta 6 murales en los que plasma la etapas de la historia de la ciudad.
El 2 de septiembre fueron inauguradas las nuevas instalaciones de la Escuela Normal y la Ciudad Deportiva del Coecillo "Luis L.Rodríguez", así como el estadio de béisbol Domingo Santana. El presidente de la república Luis Echeverría asistió a estas inauguraciones.

### Eventos durante su administración
El 26 de marzo el Dr. Manuel Álvarez funda la Universidad del Bajío a partir del Instituto de Estudios Superiores de León.
Se iniciaron los trabajos del templo de Nuestra Señora del Refugio de los Pecadores, en el Cerro Gordo.
Se crea la Casa de la Cultura de León (hoy Casa de la Cultura Diego Rivera) e inicia sus actividades el 16 de octubre gracias a un convenio entre Bellas Artes y la Presidencia Municipal de León. Tuvo como primera sede la calle Juárez # 202, casi esquina con Constitución. Luego se mudó a la 5 de Mayo, en la conocida ‘Casa de las Monas'.